# Hammarby gård
Andra betydelser av Hammarby, se Hammarby.

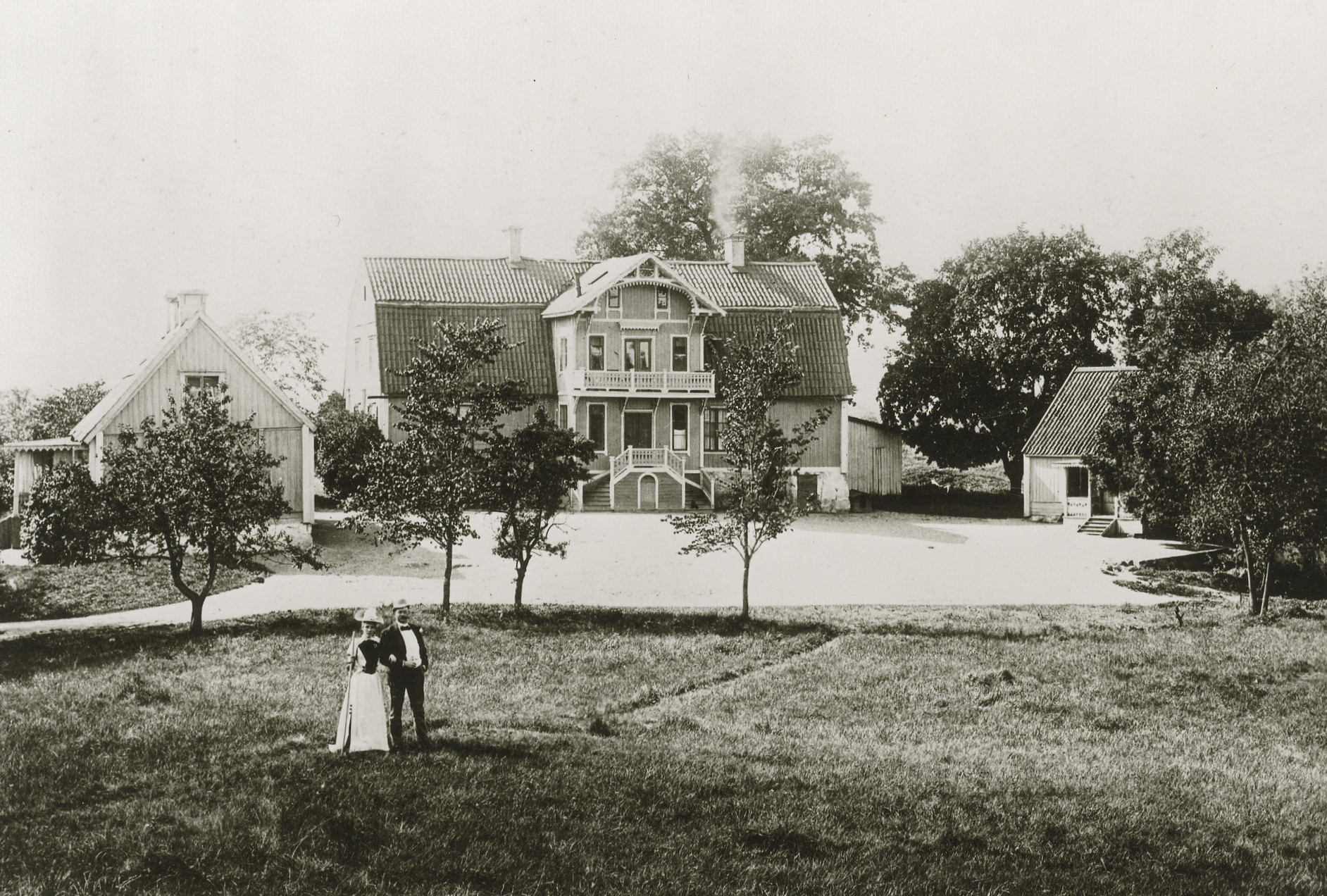
Hammarby gård 1892.

Hammarby gård är en numera riven herrgård och säteri för egendomen Hammarby med stora ägor i Nacka och Stockholm. Gården var belägen i Sicklaö socken men överfördes till Stockholms stad 1930. Gårdens huvudbyggnad, som låg vid nuvarande Hammarbyvägen 41–47 i Södra Hammarbyhamnen, revs 1945.

## Historik

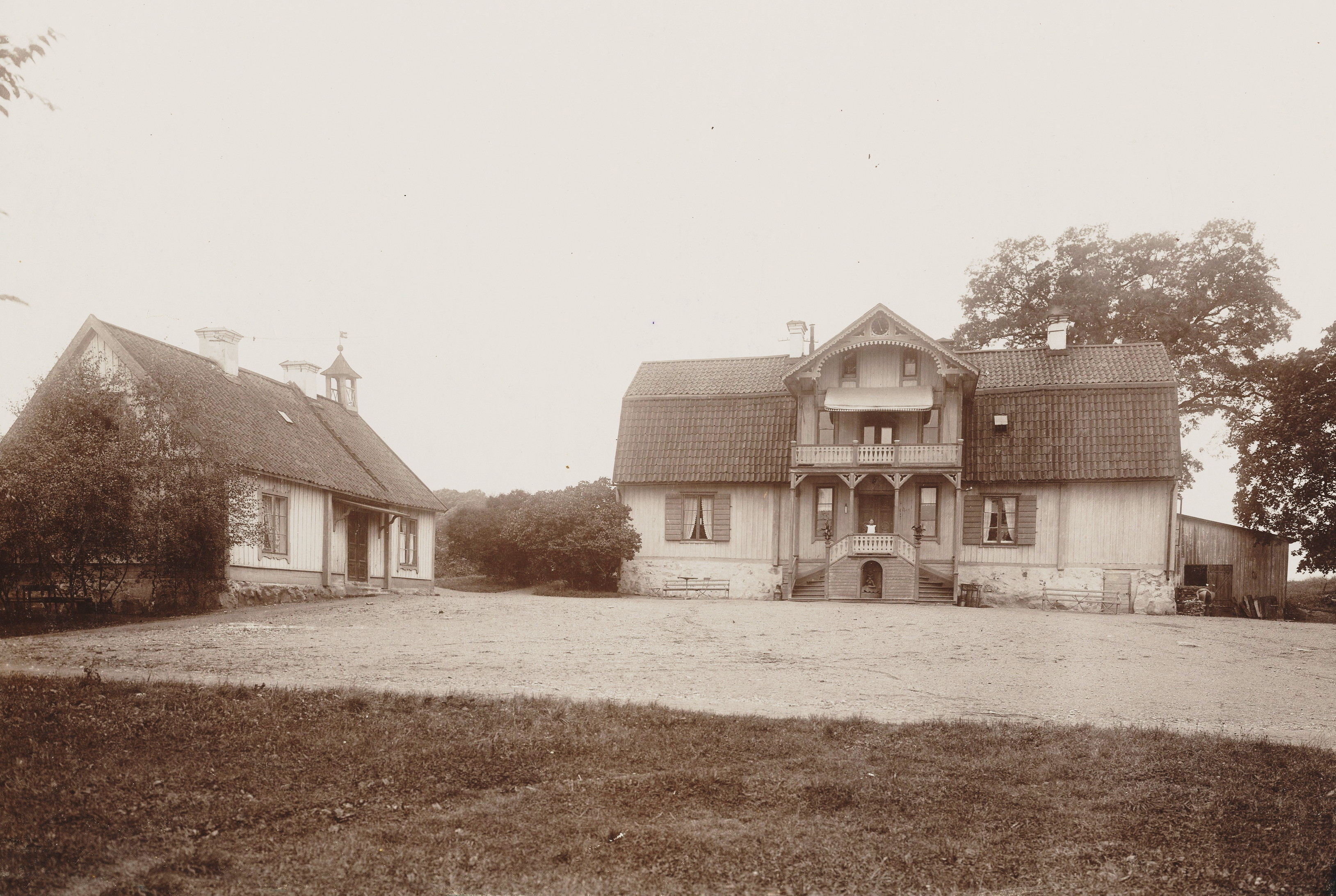
Hammarby gård 1907.

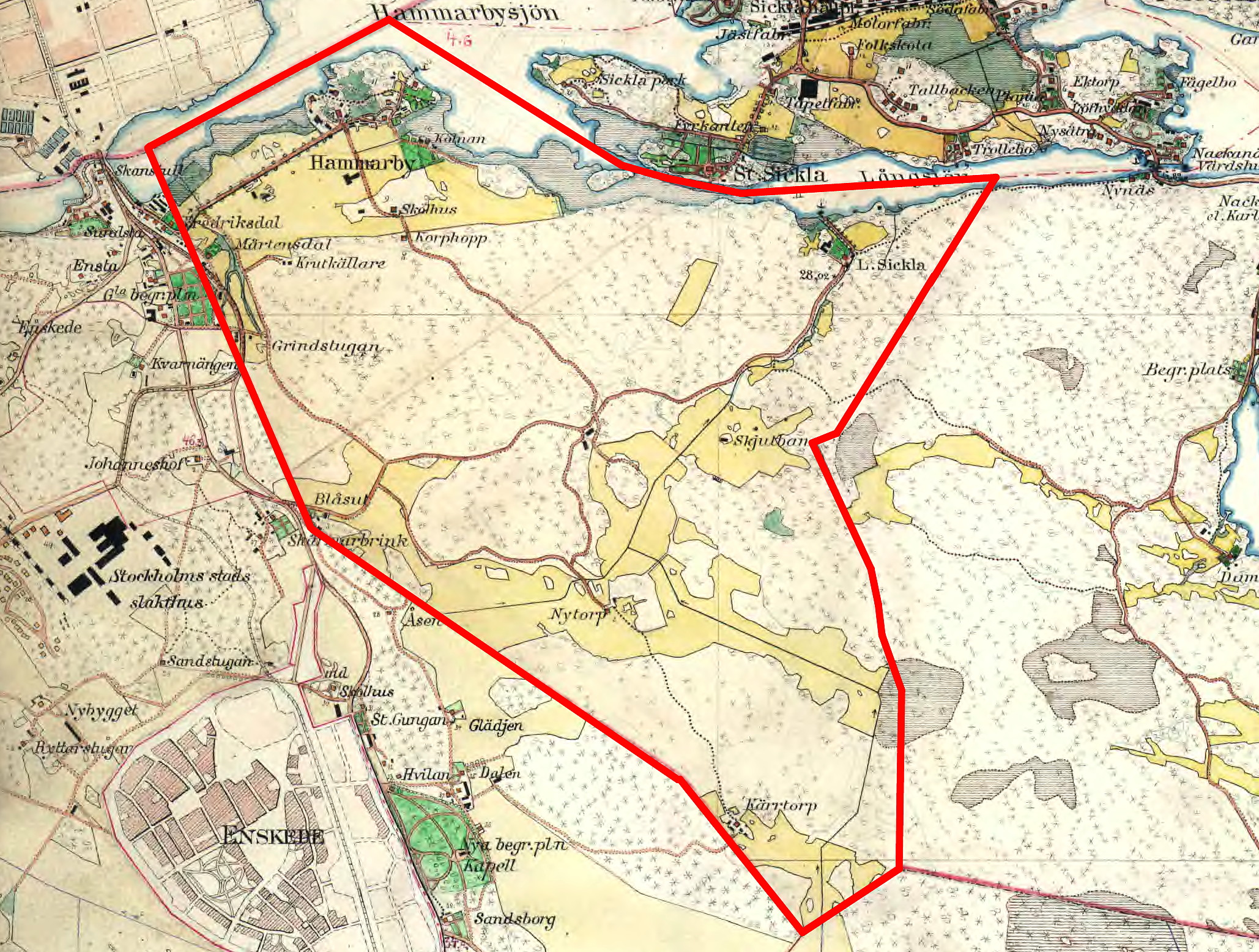
Hammarby gårds ägor år 1900.

Gården finns omnämnd i skrift redan 1330. Den låg ungefär vid nuvarande Lumaparken på platsen där Lumafabriken uppfördes i slutet av 1920-talet. Till gårdens huvudbebyggelse ledde en lång lindkantad allé från Dalarövägen vid Skanstull, ungefär i höjd med Fredriksdal. Mangården flankerades av två fristående flyglar. Från början var Hammarby en by med fyra hemman, 1543 endast två och från 1562 ett enda. 
Från 1551 hörde gården till Danvikens Hospital. Till gården hörde flera torp och lägenheter i området, bland dem Blåsut, Korphopp, Kärrtorp, Nytorp, Lilla Sickla, Mårtensdal och fram till 1698 även Barnängen på Södermalm. Flera av de gamla torpen har givit namn åt områden och förorter i södra Stockholm. Korphopp har inspirerat till kvarteret med samma namn samt det närbelägna gatunamnet Korphoppsgatan. Kärrtorp gav namn åt stadsdelen Kärrtorp och efter Nytorp kallades Nytorps gärde, Nytorpsbadet och Nytorpsskolan.
Hammarby överfördes enligt kungligt förordnade 14 februari 1727 från Brännkyrka socken till Sicklaö socken vilken i sin tur 1888 uppgick i Nacka landskommun. Området inkorporerades i Stockholms stad 1 januari 1930  och delades 1932 upp i stadsdelarna Norra Hammarby och Södra Hammarby. Hammarby gård inköptes av Stockholms stad 1917. Gårdens byggnader började rivas under 1930-talets slut för att ge plats åt Hammarby industriområde. Det sista huset, mangårdsbyggnaden, försvann 1945.
Numera är Hammarby gård även namnet på ett kvarter med industrifastigheter i Södra Hammarbyhamnen, bland annat Hammarbyverket. Hammarby gård omformades under 2000-talets första decennium från industriområde till bostadsområde, som numera utgör en del av Hammarby sjöstad.

## Hammarbys torp och utgårdar

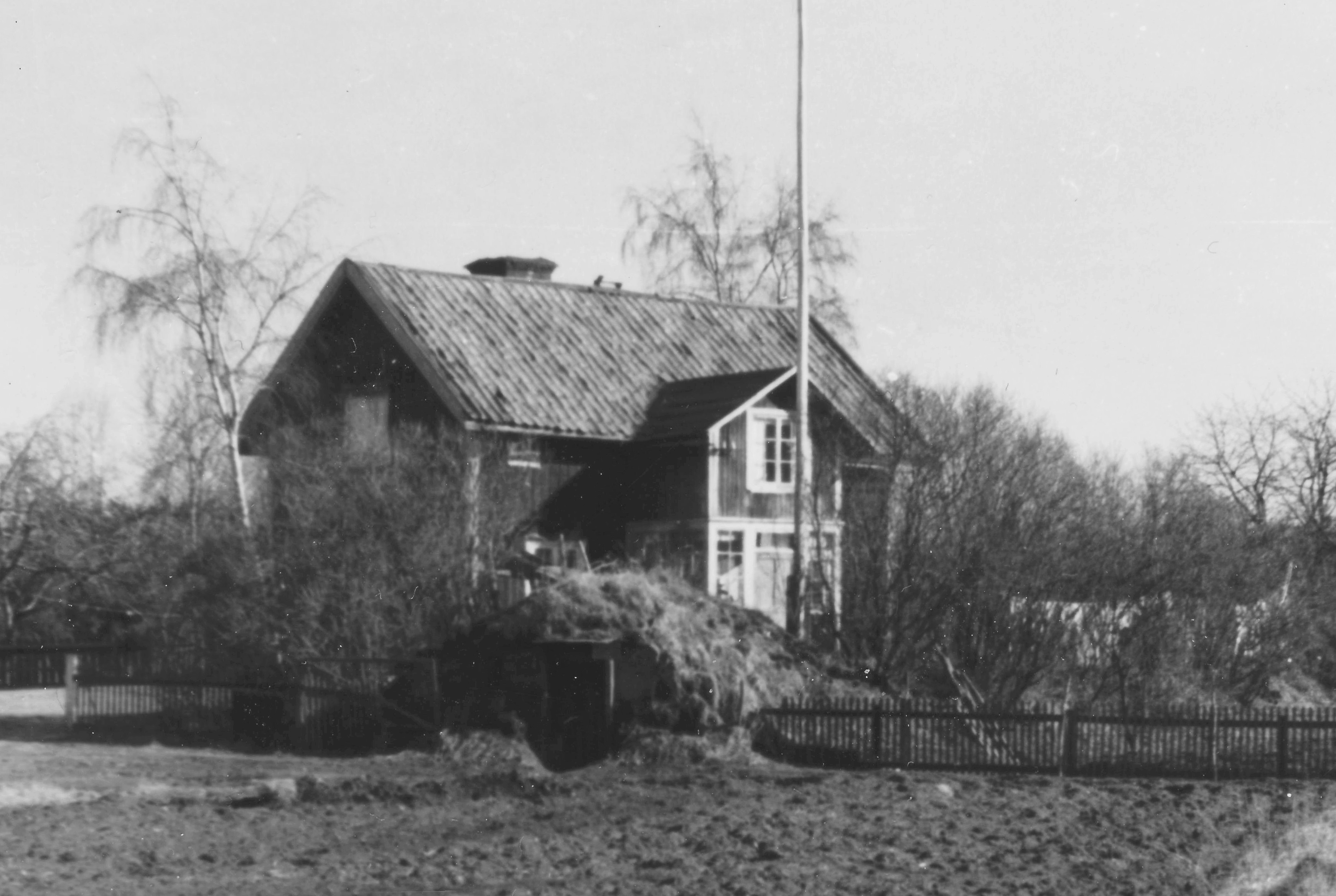
Nytorp, riven 1960.
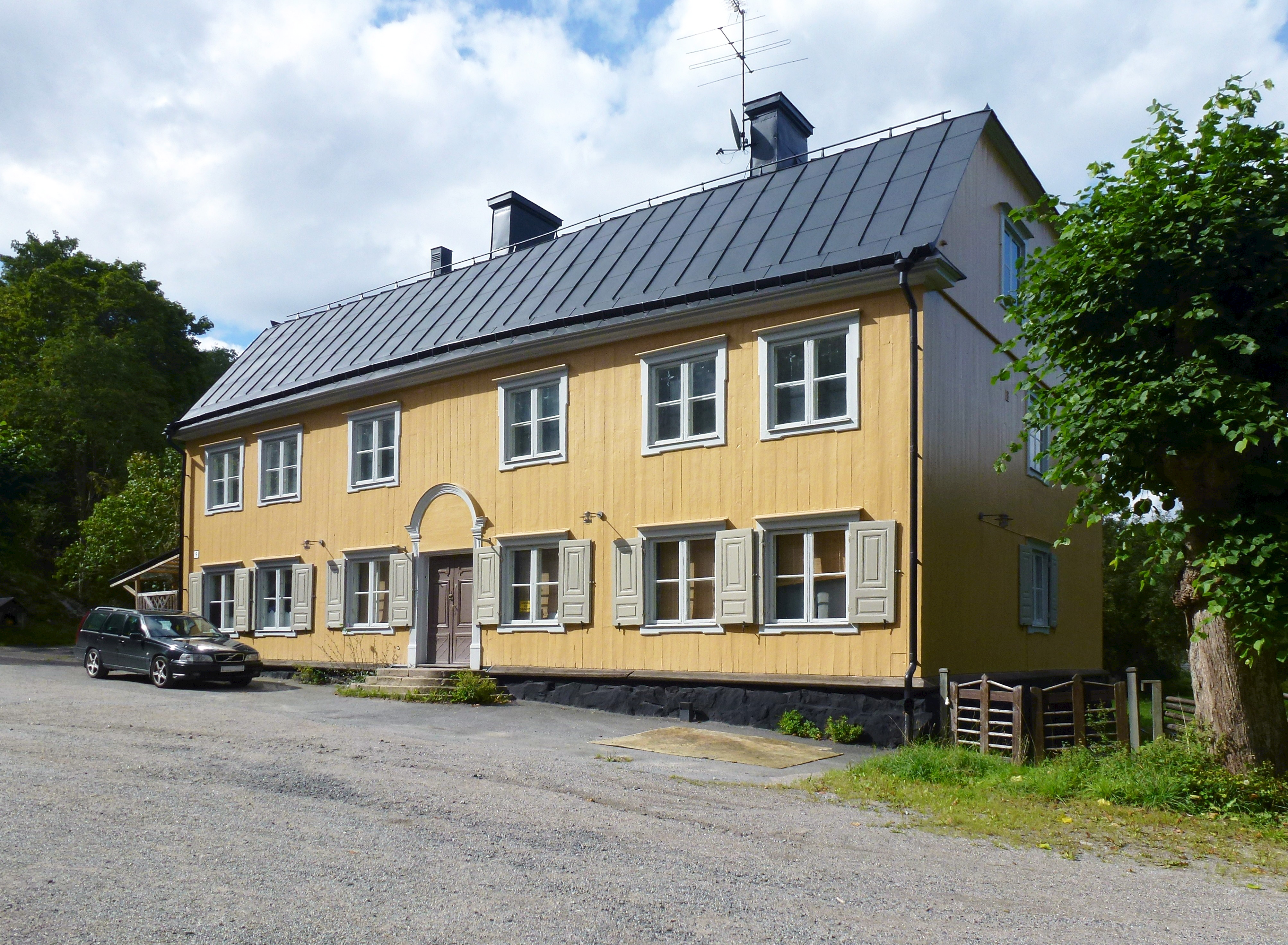
Lilla Sickla, 2014.
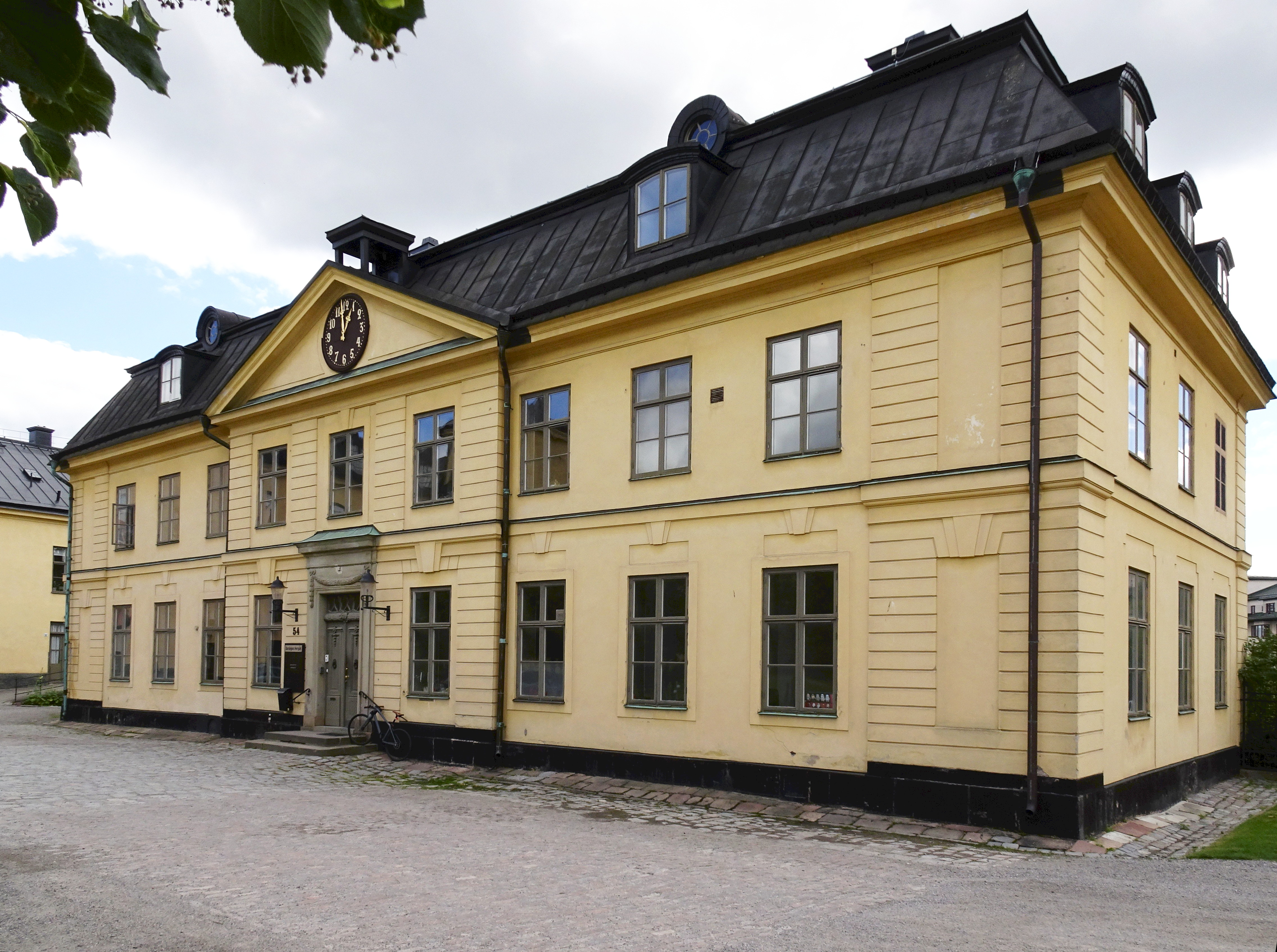
Barnängens gård, 2016.
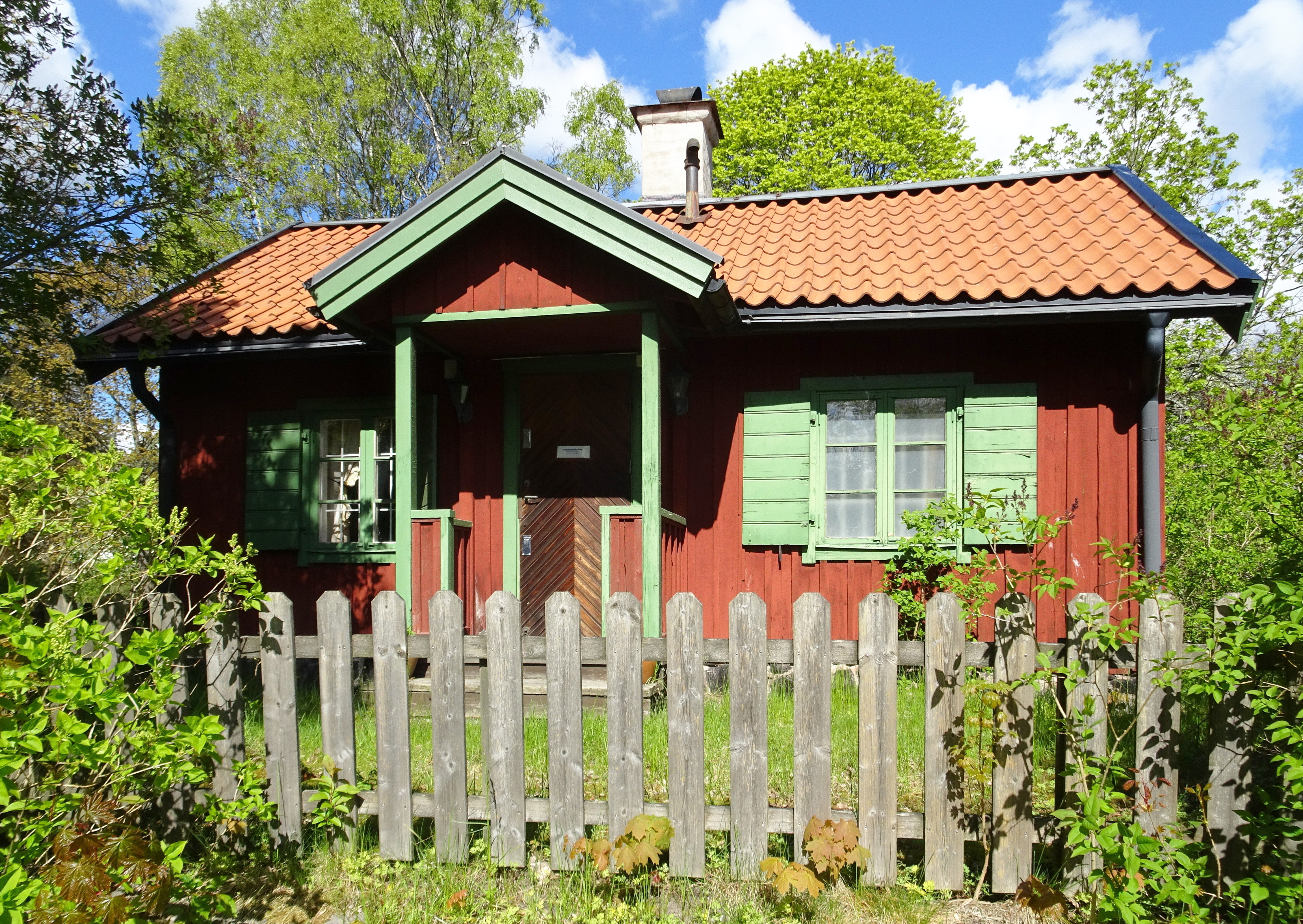
Kärrtorp, 2020.